# Mira Maodus
Mira Maodus, née le 14 octobre 1942 est une peintre française d'origine serbo-russe appartenant au courant abstrait. 
Elle partage son temps entre Paris, Belgrade et Tokyo.

## Biographie
Mira Maodus est née le 14 octobre 1942 dans un camp militaire italien à Medak (dans les Balkans) où sa mère Sofija Tesla, nièce de l'inventeur Nikola Tesla, avait fui[réf. souhaitée].
Elle passe sa jeunesse à Belgrade. En 1965, elle décide de quitter Belgrade à la recherche de son chemin artistique. Elle étudie d’abord à la Werkkunstschule à Francfort de 1965 à 1968, puis à l'Académie des beaux arts de Venise de 1969 à 1972 et à l'École nationale supérieure des beaux-arts de Paris de 1972 à 1975. Le titre de son mémoire de Master à l’Université de Milan (1978) est La scuola di Bologna nel 17°secolo - Guido Reni, Annibale Caracci and Guercino.
Au cours de ses voyages et de ses études, elle développe une admiration pour la Renaissance italienne, l'expressionnisme allemand, pour l'école de Paris (notamment Chaim Soutine et Amedeo Modigliani), pour l'Avant-garde russe, le mouvement Co.Br.a. et ainsi pour le street art[réf. souhaitée]. Grâce à ses voyages au Japon, où elle a vécu pendant sept ans, elle explore l'étude de la calligraphie comme forme d’art.
Dans son parcours d'artiste sont identifiables deux périodes[réf. nécessaire], une première période où elle peint comme les Nouveaux Fauves, dans une sobriété Matissienne et une deuxième période où elle trouve son véritable chemin[réf. souhaitée]. Depuis son arrivée à Paris dans les années 1970, elle se dirige vers l'abstraction en juxtaposant les touches de couleurs et en ne jouant que sur les chromatismes. Mots, idéogrammes, caractères cyrilliques, chiffres naissent à nouveau sous formes oniriques. Une superposition complexe de formes et des codes.
Depuis 1973, elle participe à plusieurs expositions collectives et personnelles auprès de galeries privées et dans des musées en France, Serbie, Japon, Italie, Russie, Suisse, Grande-Bretagne, États-Unis, Canada. Mira Maodus est membre de l'Association ULUS (The association of Visual Artists of Serbia) et de La Maison des Artistes en France.
Ses œuvres figurent dans la collection permanente du Musée national de Belgrade, Musée d'Art contemporain de Belgrade, Musée d’art moderne Banja Luka, Musée Trebinje en Herzégovine, Musée National Art Arad en Roumanie et Miyagi Museum of Art à Sendai au Japon).
Depuis 1977, elle vit et travaille dans le dernier atelier d'artiste de la Cité Falguière, à Montparnasse. C'est dans ce même atelier que, dans les premières décennies du dernier siècle, vécut et travailla l'artiste russe Chaim Soutine. Dans la cour de l'Atelier de Soutine, Amedeo Modigliani a sculpté La Cariatide (New York, Museum of Modern Art).

## Musées, collections permanentes
- Musée national de Belgrade : The massacre of Serbs, 1987 ;
- The Miyagi Museum of art, Sendai : Metro, passengers, Paris, 1986 ;
- Musée d’art contemporain de Belgrade ;
- Musée d’art moderne de Banja Luka ;
- Musée de Trebinje.